# Kościół św. Piotra Apostoła w Lublinie
Kościół św. Piotra Apostoła w Lublinie (pierwotnie kościół Bernardynek w Lublinie) – zabytkowy rzymskokatolicki kościół znajdujący się w Lublinie, wybudowany w latach 1636–1658. Do czasu pożaru w 1768 r. nosił cechy renesansu lubelskiego. W 1780 zakończono odbudowę nadającą kościołowi styl barokowy. Przekształcono także wnętrze, pokryte w 1899 roku neobarokową polichromią przez Władysława Barwickiego. Od 1920 roku Kościół należał do OO. Jezuitów, którzy w listopadzie 2015 roku oddali go Archidiecezji Lubelskiej. 

## Historia
Budowę rozpoczęto w 1636 roku wznosząc jednocześnie klasztor. Kościół murowany, wybudowany w latach 1636–1658 (budowla trwała z przerwami), odbudowany po pożarze i rozbudowany o zakrystię w latach 1768–1780. Ponownie remontowany w roku 1874 i kilkakrotnie w XX wieku. Pierwotnie wystawiony w stylu renesansu lubelskiego, po pożarze w 1768 roku odbudowany w stylu barokowym. Prezbiterium skierowane na północny wschód. Jednonawowy z węższym i niższym prezbiterium zamkniętym trójbocznie. Nawa pięcioprzęsłowa. Bogata, barokowa fasada. Wewnątrz między innymi neobarokowa polichromia mal. Władysław Barwicki. Od 1920 roku kościół należał do oo. Jezuitów, którzy po 95 latach, w listopadzie 2015 roku, oddali go archidiecezji lubelskiej.

## Galeria

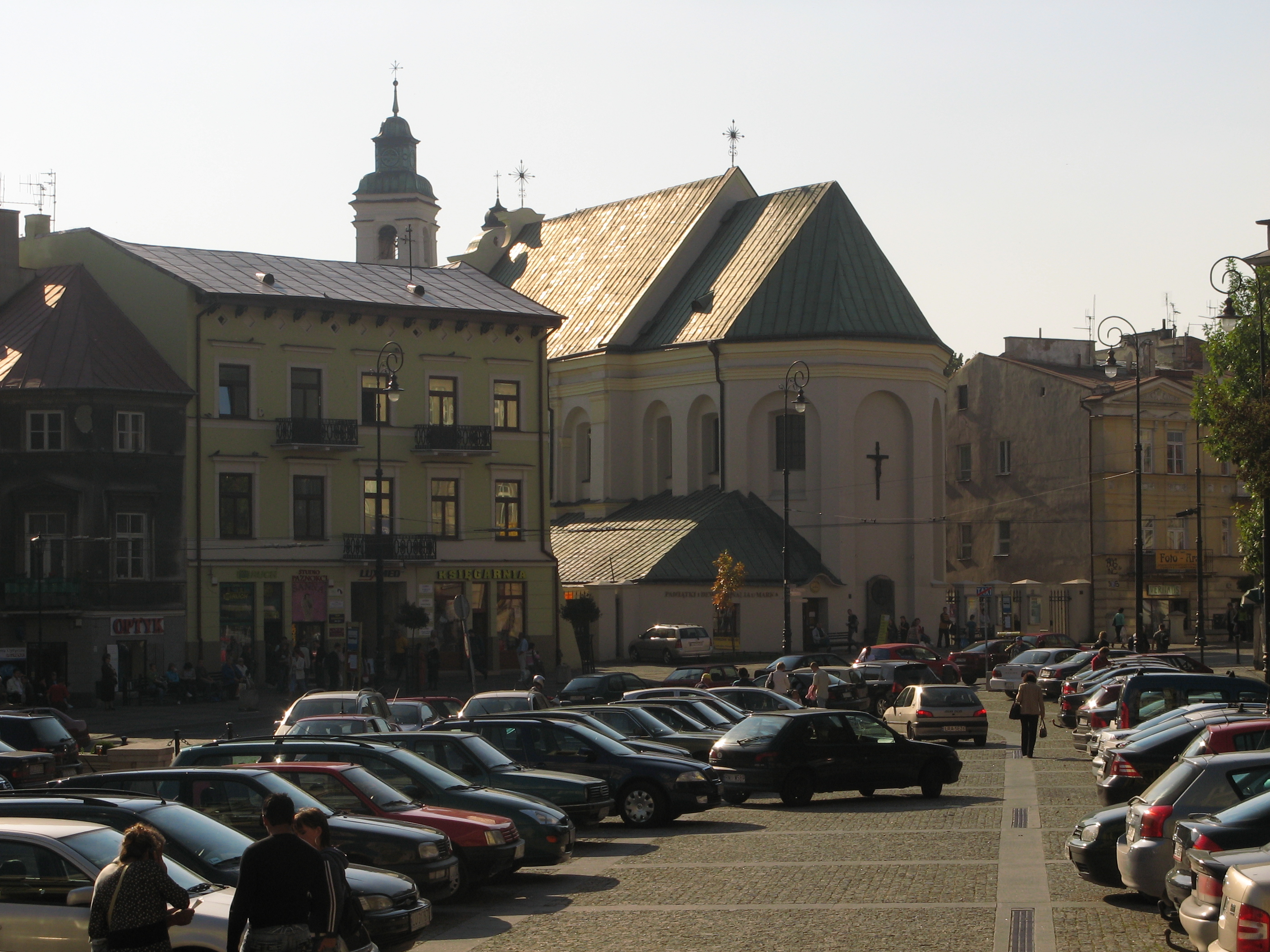
Kościół Bernardynek i plac Katedralny
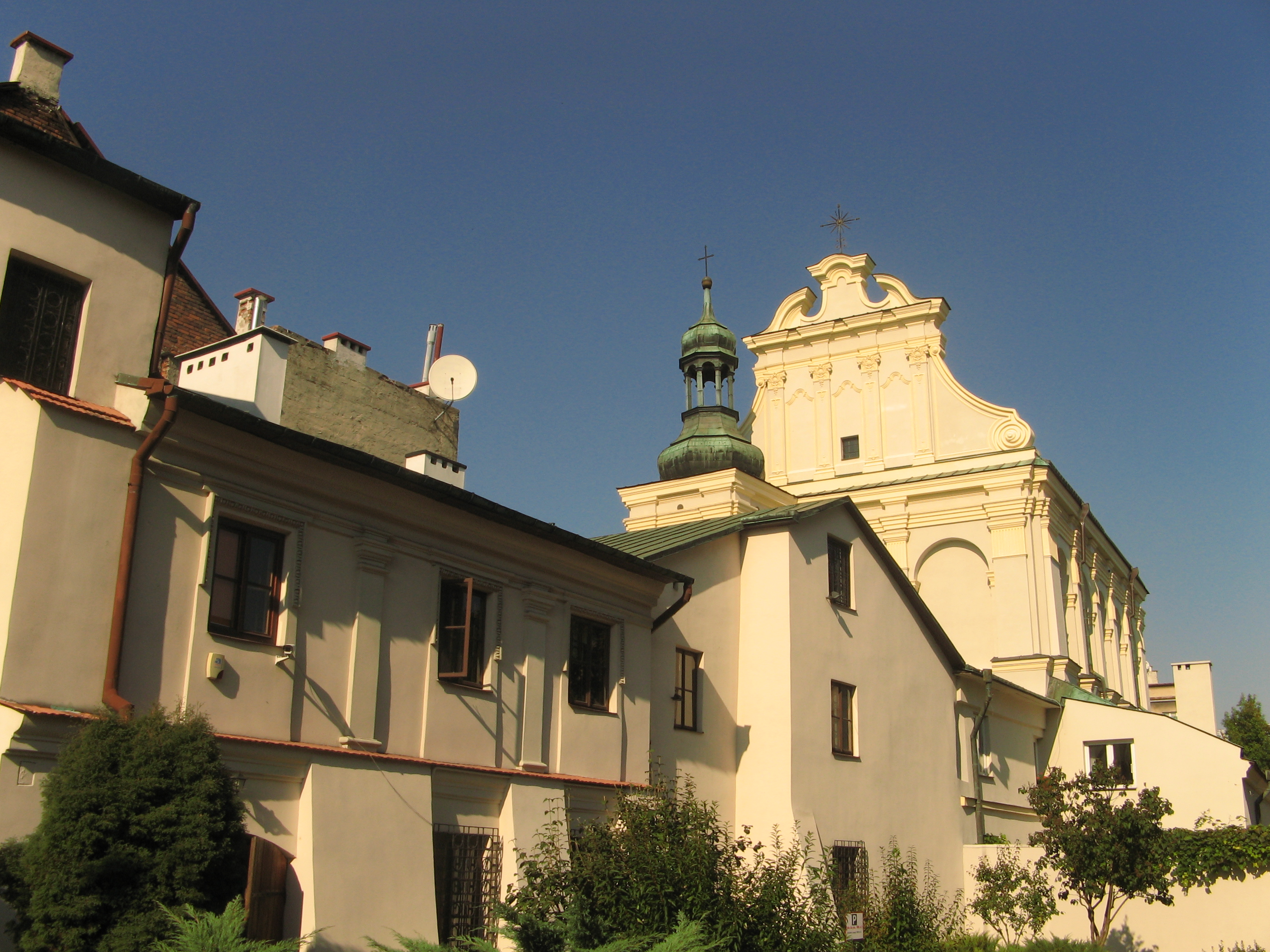
Kościół Bernardynek widziany z dziedzińca szkoły Vetterów
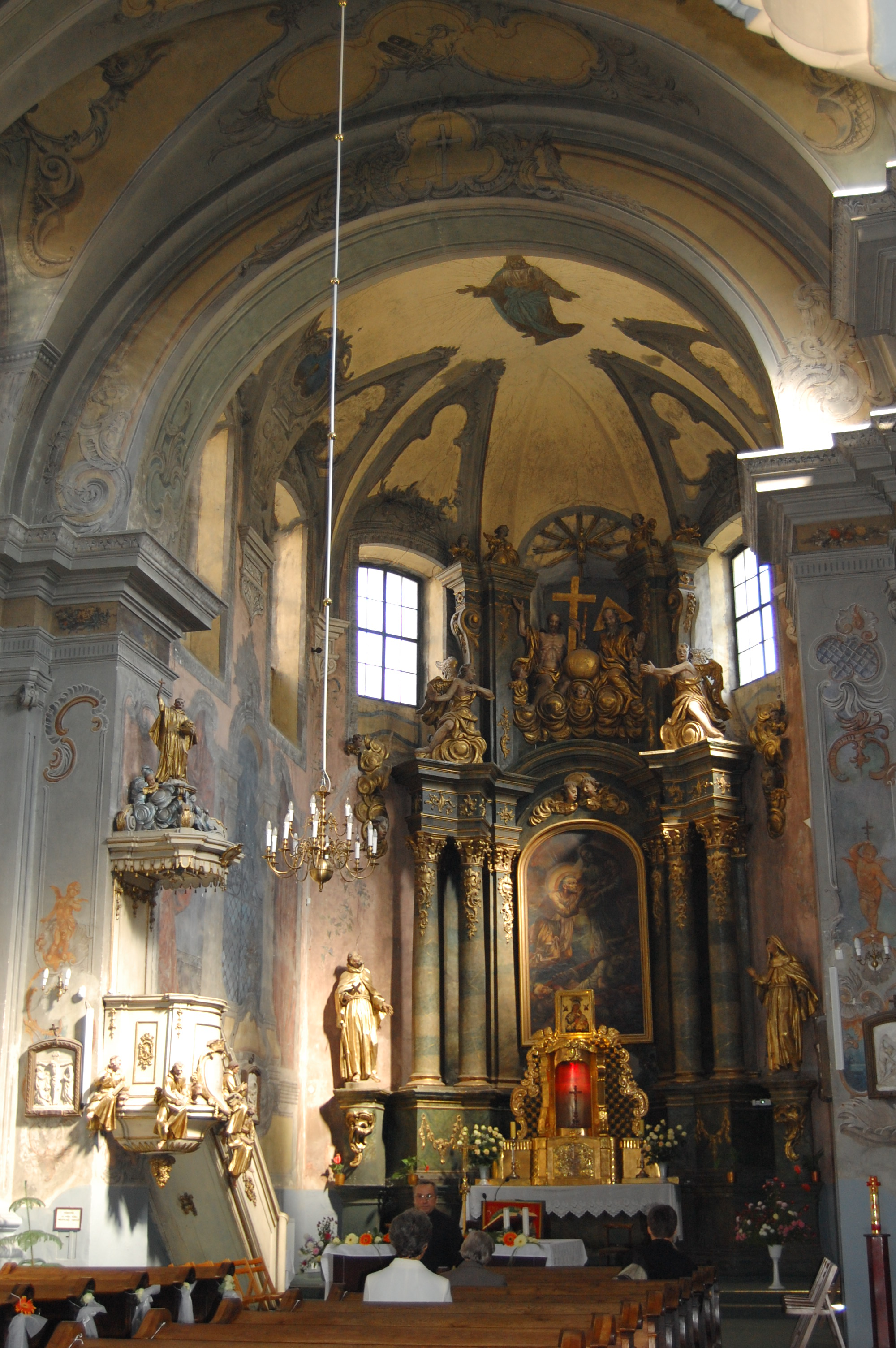
Wnętrze kościoła